# Марк Ларумбе
Марк Ларумбе (ісп. Marc Larumbe, 30 травня 1994) — іспанський ватерполіст.
Чемпіон світу з водних видів спорту 2022 року.